# Печенізький район
Печені́зький райо́н — колишня адміністративна одиниця на північному сході Харківської області. Адміністративний центр — смт. Печеніги.
Утворено: вперше — 31 грудня 1923, вдруге — 13 грудня 1991. Населення району становить 10 472 (на 1 лютого 2012 року).

## Географія
Печенізький район межує на заході з Чугуївським, на сході — з Великобурлуцьким, на півдні — з Шевченківським, на півночі — з Вовчанським районами Харківської області.
Загальна площа району становить 467,5 км² (1,49 % території Харківської області).
Річки та водоймища займають 5,07 тис. га площі Печенізького району. Територією району тече 11 річок: Сіверський Донець (найбільша річка), Великий Бурлук, Гнилиця, Хотімля, Волоцька Балаклійка, Мокрий Бурлук, Сухий Бурлук, Гнилушка, Величкова, Берестова, Велика Бабка.
На території району розташоване одне з найбільших в області Печенізьке водосховище з площею дзеркала 3,6 тис. га.

## Історія
Печеніги, як назва озера на території нинішнього району, вперше згадується в жалуваних грамотах за 1599 і 1616 роки, коли ця місцевість була надана в користування Бєлгородському служивому Маслову «на прокорм», тобто в вигляді оплати за державну службу.
Печеніги, як населений пункт, вперше згадується під 1654 роком. Назва «Печенізьке поле» регулярно згадується в письмових документах першої половини 17 століття.
31 грудня 1932 р., при утворенні Харківської області, район став її складовою частиною. В 1963 р. район було ліквідовано, а його територія розподілена між Великобурлуцьким, Шевченківським та Чугуївським районами Харківської області.13 грудня 1991 р. за ініціативою місцевого населення Печенізький район було відновлено, але вже в нових межах.
Найзначніші події, які відбувались в колишні століття на території Печенізького району:
- 1655 р. — створення військово-адміністративної одиниці-Печенізької сотні Харківського слобідського полку.
- 1817 р. — створення військового поселення і початок дислокування в Печенігах та окрузі Таганрозького (пізніше перейменовано в Бєлгородський) полку.
- 1869 р. — створення в Печенігах Новобєлгородської центральної каторжної в'язниці.
- 1919 р. (червень)— створення найбільшого на Харківщині повстанського загону.
- 1958 р. — початок будівництва Печенізького водосховища.

### Голодомор
В 1932–1933 мешканці району пережили сталінський геноцид.

### Радянсько-німецька війна
В перші дні війни з Печеніг пішло на фронт у склад радянських формувань близько 100 добровольців. Всього на фронтах війни в Червоній армії воювало майже 6 тисяч печенізців, в тому числі, 2 тисячі вихідців з смт. Печеніги.
Німецькі війська зайняли Печеніги 1 листопада 1941 року. Німецька окупація тривала майже півтора року.
5-6 лютого 1943 року дивізії 15-го танкового корпусу 3-ї танкової армії генерала П. Рибалко з боями підійшли до річки Сіверський Донець.
П'ять діб ішов бій за Печеніги. В ніч з 10 на 11 лютого 1943 року група розвідників 52-ї мотострілецької бригади на чолі з лейтенантом Яковом Любим й саперів 160-ї стрілецької дивізії зробили прохід у мінному полі і увійшли в Печеніги.
Лейтенант Я. Любий був тяжко поранений, але з бою не вийшов, продовжував командувати розвідниками до приходу підкріплення — групи старшого батальйонного комісара Нестора Карапиша, який пізніше загинув у цьому бою. 11 лютого 1943 року Печеніги було захоплено радянськими військами.
Через місяць, 13 березня 1943 року, гітлерівці вдруге зайняли Печеніги.
10 серпня 1943 року війська Радянської армії, розгромивши німецьке військове угрупування в районі Курської дуги, вдруге захопили Печеніги. При цьому відзначилися частини 113-ї стрілецької дивізії, 64-го корпусу, 57-ї армії генерал-лейтенанта М. Гагена.
Після війни додому не повернулося 4437 печенізців, з них загинуло у боях — 2651 ос., зникло безвісти — 1786 ос. (з архівних даних).
Всього з полів битв тільки в смт. Печеніги не повернулося близько 500 осіб — це кожен четвертий печеніжець, який воював на фронтах Німецько-радянської війни в складі радянських військових формувань.
На окупованій німцями території району було розстріляно 150 осіб, 800 юнаків та дівчат силоміць відправлено до Німеччини. Під час гітлерівської окупації Печенізького району були повністю спалені с. Комсомольське і с. Октябрьське. Розграбовано й спалено 953 господарства колгоспників, 59 колгоспів, всі адміністративні приміщення, дві МТС, 43 школи, 12 медичних установ. В тому числі, знищено в Печенігах: 512 житлових будинків, лікарню, Будинок культури, 4 школи, ветеринарну лікарню. Народному господарству району завдано матеріальних збитків на суму 442 млн. 41 тис. рублів.

### Незалежна Україна
З 24 серпня 1991 року Печенізький район входить до складу незалежної України.
17 липня 2020 року, в результаті адміністративно-територіальної реформи було ліквідовано Печенізький район, території його увійшли до складу новоутвореного Чугуївського району Харківської області.

## Адміністративний устрій
Район адміністративно-територіально поділяється на 1 селищну раду та 4 сільські ради, які об'єднують 11 населених пунктів та підпорядковані Печенізькій районній раді.
У Печенізькому районі 11 сільських населених пунктів:
- Артемівка
- Борщова
- Ганнівка
- Гарашківка
- Гуслівка
- Мартове
- Новий Бурлук
- Приморське
- Кицівка
- Першотравневе
- П'ятницьке

Й одне селище міського типу — Печеніги.

## Економіка

### Сільське господарство
Провідною галуззю економіки району є сільське господарство. Питома вага виробництва сільськогосподарської продукції становить 72,8% від загального обсягу виробництва району. Район спеціалізується в рослинництві (73%) — на виробництві зернових і технічних культур, в тваринництві — на виробництві молока і м'яса.
Площа сільськогосподарських угідь району становить 30,08 тис. га, з яких:
- ріллі — 24,4 тис. га. (81,1%);
- пасовищ — 3,09 тис. га. (10,3%);
- сінокосів — 2,6 тис. га. (8,6%);

Ліси й лісонасадження займають 9,1 тис. га.

### Промисловість
Головним виробником промислової продукції в районі є підприємство ЗАТ «Фінпрофіль». Обсяги зовнішньоторговельного обороту за 2004 рік склали 11,2 млн грн., що у 2,3 рази більше ніж у 2003 році.
Промислове підприємство ЗАТ «Фінпрофіль» спеціалізується на виробництві обладнання для випуску легких покрівельних та стінових матеріалів.
Основна продукція підприємства:
- машини й вигинальні преси;
- машини й краєзгинальні преси;
- виправні машини з ЧПК;
- верстати для формування з ЧПК.

Підприємство постійно вкладає кошти в інновації та перспективні проекти, вводить в дію нові виробничі й офісні площі, освоює прогресивні технологічні процеси, а також виробництво нових видів устаткування.
Ринок збуту продукції підприємства кожний рік розширюється. Якщо у 2003 році підприємством експортувалася продукція лише до Росії, Казахстану та Республіки Білорусь, то у 2004 році цей перелік значно збільшився (Туркменістан, Казахстан, Латвія, Литва, Ізраїль, Кіпр, Молдова і Румунія).
Джерелом економічного росту району є малий та середній бізнес. В районі створюються всі необхідні умови для реалізації підприємницької ініціативи. Асортимент товарів, робіт та послуг, що надаються підприємцями району різноманітні: роздрібна торгівля товарами народного споживання, будівництво, переробка сільськогосподарської продукції, побутові та транспортні послуги, громадське харчування, операції з нерухомістю тощо.
Збільшується кількість суб'єктів підприємницької діяльності. Станом на 01.01.2005 року в районі функціонувало 43 малих підприємств. Їх кількість збільшилась на 19% проти попереднього року.
В районі зареєстровано 176 фізичних осіб, що займаються підприємницькою діяльністю, що на 12% більше, ніж у 2004 році.
На малих підприємствах зайнято 358 осіб. Всього в малому бізнесі працює 695 чоловік, що становить 12% чисельності населення працездатного віку.
Серед підприємців району, що роблять вагомий внесок у здійснення економічної реформи та розв'язання соціальних проблем краю — ТОВ «Берест», очолюване Протопоповою К. Е.

## Демографія
Розподіл населення за віком та статтю (2001):
| Стать | Всього | До 15 років | 15-24 | 25-44 | 45-64 | 65-85 | Понад 85 |
| --- | ------ | ----------- | ----- | ----- | ----- | ----- | -------- |
| Чоловіки | 5464   | 982         | 678   | 1499  | 1444  | 831   | 30       |
| Жінки | 6361   | 815         | 688   | 1478  | 1716  | 1507  | 157      |
| \| Статево-вікова піраміда \| Статево-вікова піраміда \| Статево-вікова піраміда \| \| ----------------------- \| ----------------------- \| ----------------------- \| \| Чоловіки \| Вік \| Жінки \| \| 30 \| 85 + \| 157 \| \| 41 \| 80-84 \| 177 \| \| 138 \| 75-79 \| 416 \| \| 357 \| 70-74 \| 560 \| \| 295 \| 65-69 \| 354 \| \| 482 \| 60-64 \| 654 \| \| 191 \| 55-59 \| 270 \| \| 360 \| 50-54 \| 382 \| \| 411 \| 45-49 \| 410 \| \| 438 \| 40-44 \| 433 \| \| 362 \| 35-39 \| 360 \| \| 380 \| 30-34 \| 351 \| \| 319 \| 25-29 \| 334 \| \| 321 \| 20-24 \| 339 \| \| 357 \| 15-20 \| 349 \| \| 404 \| 10-14 \| 343 \| \| 317 \| 5-9 \| 277 \| \| 261 \| 0-4 \| 195 \| |        |             |       |       |       |       |          |
| Статево-вікова піраміда |        |             |       |       |       |       |          |
| Чоловіки | Вік    | Жінки       |       |       |       |       |          |
| 30 | 85 +   | 157         |       |       |       |       |          |
| 41 | 80-84  | 177         |       |       |       |       |          |
| 138 | 75-79  | 416         |       |       |       |       |          |
| 357 | 70-74  | 560         |       |       |       |       |          |
| 295 | 65-69  | 354         |       |       |       |       |          |
| 482 | 60-64  | 654         |       |       |       |       |          |
| 191 | 55-59  | 270         |       |       |       |       |          |
| 360 | 50-54  | 382         |       |       |       |       |          |
| 411 | 45-49  | 410         |       |       |       |       |          |
| 438 | 40-44  | 433         |       |       |       |       |          |
| 362 | 35-39  | 360         |       |       |       |       |          |
| 380 | 30-34  | 351         |       |       |       |       |          |
| 319 | 25-29  | 334         |       |       |       |       |          |
| 321 | 20-24  | 339         |       |       |       |       |          |
| 357 | 15-20  | 349         |       |       |       |       |          |
| 404 | 10-14  | 343         |       |       |       |       |          |
| 317 | 5-9    | 277         |       |       |       |       |          |
| 261 | 0-4    | 195         |       |       |       |       |          |

Чисельність міського населення на території району становить 5,7 тис. осіб; сільського — 5,6 тис. осіб. Загальна кількість пенсіонерів, які проживають в районі 3801 осіб, або 33,6% до наявного населення. Густота населення по району становить 25 осіб/км².
Рівень народжуваності (на 1 тис. ос. населення) — 6,8 ос. Рівень смертності (на 1 тис. ос. населення) — 22,5 ос.

### Національний склад населення
| Національність      | Кількість | Частка, % |
| ------------------- | --------- | --------- |
| Українці            | 10 965    | 92,7      |
| Росіяни             | 763       | 6,5       |
| Білоруси            | 33        | 0,3       |
| Інші національності | 63        | 0,5       |

## Освіта
- Печенізький ліцей ім. Г.Семирадського
- Мартівська загальноосвітня школа І-ІІІ ступенів
- Артемівський НВК ЗОШ І-ІІІ ступенів
- Новобурлуцький НВК ЗОШ І-ІІІ ступенів
- Печенізький НВК «ДНЗ-ЗОШ І-ІІ ступенів»
- Кицівська ЗОШ І ступеня
- Новокомсомольська ЗОШ І ступеня була (закрито 2011 року)
- Борщівська ЗОШ І ступеня
- П'ятницька ЗОШ І ступеня (закрито 2011 року)
- Печенізька дитяча музична школа
- Печенізька дитячо-юнацька спортивна школа

В районі функціонують 4 комп'ютерні класи. Учні ліцею ім. Г. Семирадського (смт. Печеніги), Новобурлуцького НВК ЗОШ І-ІІІ ступенів та Мартівської ЗОШ І-ІІІ ступенів мають можливість користуватися Інтернетом.

## Медицина
В районі приймає пацієнтів Печенізька центральна районна лікарня, Мартівська і Артемівська амбулаторії сімейної медицини й розвинута мережа фельдшерсько-акушерських пунктів: Борщівський, Гарашківський, Новобурлуцький, Новокомсомольський, П'ятницькій і Кицівський.

## Культура
В районі працює Печенізька централізована бібліотечна система, дитяча районна бібліотека та мережа сільських бібліотек-філій.
Наразі в районі діють Печенізький районний Будинок культури, Мартівський культурно-спортивний комплекс ім. І. С. Добрянського, Артемівський Будинок культури і п'ять сільських клубів. Краєзнавчий музей Печенізького району ім. Т.Сулими.
На території району працює місцеве радіостанція «Світанок» та радіо-прес-центр «Печенізький край».
В Печенізькому районі можна приймати телепередачі студії «1+1», телекомпаній «Інтер», «7 канал», «Сімон», «Новий канал», «Фора», УТ-1, ТРК «Ера», СТБ, А/ТВК, НТВ, ОРТ, РТР, «Перший канал», «5 канал», «Фаворит», Харків-2, «Слобожанка», ICTV, М1, «Україна».

## Спорт
В районі функціонує 5 спортивних залів і 8 обладнаних футбольних полів, в тому числі одне футбольне поле із штучним покриттям.
Найкращий спортивний комплекс району в ліцеї ім. Г.Семирадського (смт. Печеніги).

## Релігія
На даний час в Печенізькому районі діє 5 релігійних громад:
- євангельських християн-баптистів — 3;
- Свято-Преображенська (УПЦ) — 1;
- християн віри євангельської «Благовість» — 1.

## Туризм
Район має великий природний потенціал для розвитку туристичного та рекреаційного бізнесу. Від його реалізації Печенізький район отримає додаткові надходження до місцевого бюджету для створення нових робочих місць й розширення асортименту туристичних послуг.
На території району проводиться фестиваль «Печенізьке поле». Вперше він був проведений влітку 2002 року в селищі Печеніги, на березі водосховища. Він зібрав близько 6 тисяч учасників і глядачів. У наступному році їх було вдвічі більше . Оргкомітет фестивалю «ПЕЧЕНІЗЬКЕ ПОЛЕ» присудив йому статус постійно діючого фестивалю з багатоплановими проектами.
У 2004 році масштаб фестивалю вимірявся 3 тисячами учасників й 50 тисячами глядачів. Гостями фестивалю були фольклорні колективи з 20 районів Харківської області, Кіровограда, Львова, Івано-Франківська, Києва. У гала-концертах фестивалю брали участь Олександр Пономарьов, El Кравчук, Остап Гавриш, Ігор Рудой (Україна), Филип Жмахер (Сербія), групи «Драбина» й «Скрябін» (Україна), Іван Купала (Росія).

### Ландшафтні та природні пам'ятки
На території Печенізького району є визначні ландшафтні, історичні та інженерні пам'ятки, які можуть зацікавити туристів.
Унікальною природоохоронною зоною і містом відпочинку є регіональний ландшафтний парк «Печенізьке поле». Парк розташований на крайньому півдні Лівобережного Лісостепу на межі зі степовою зоною. Його загальна площа становить близько 4,5 тис.га.
В районі діє декілька заказників:
- лісові — «Лісова дача», «Печенізький»;
- ентомологічний — «Кицівський»;
- ботанічний — «Кулаківський».

На території Печенізького району діє розплідник диких і екзотичних птахів для повернення їх в природу. Еко-агрофірма «Фауна» працює за міжнародною програмою розведення дрохв. «Фауна» займається не лише природоохоронною діяльністю, але й наданням туристичних послуг.

### Історичні пам'ятки
У Печенізькому районі Харківської області на обліку перебуває 19 пам'яток історії.
Комплекс будівель колишнього поселення Бєлгородського уланського полку.
Комплекс будівель колишнього Новобєлгородського каторжного централу 1717–1858 р., реконструйований під Краєзнавчий музей.
Будівля волосного управління Печеніг.
Будівля двокласного початкового училища 1860–1880 р.

### Інженерні пам'ятки
Печенізьке водосховище — розташоване на території Печенізького та Вовчанського районів Харківської області та призначене для питного і технічного водопостачання міста Харкова. Берег Печенізького водоймища — курортна зона. Тут розміщені численні бази відпочинку.

### Пам'ятки археології
- Поселення скіфського часу (V-ІІІ ст. до н. е.) смт. Печеніги.
- Кургани (4), (ІІІ тис. до н. е. — І тис. н. е.) с. Артемівка.
- Кургани (40), (ІІІ тис. до н. е. — І тис. н. е.) с. Артемівка.
- Поселення неолітичної доби (V–IV тис. до н. е.) с. Кицівка.
- Поселення салтівської культури (VIII–X ст. н. е.) с. Мартове.
- Кургани (9) (ІІІ тис. до н. е. — І тис.н. е.) с. Мартове.
- Кургани (18) (ІІІ тис. до н. е. — І тис.н. е.) с. Новий Бурлук.
- Кургани (7) (ІІІ тис. до н. е. — І тис. н. е.) с. Першотравневе.

На території району розміщуються чисельні братські могили радянських воїнів і партизанів, які загинули в роки Великої Вітчизняної війни.

## Видатні особистості
- Генріх Семирадський (24.10. 1843 р. — 23.08. 1902 р.) — художник. Народився в с. Новобєлгород (нині смт. Печеніги).
- Джигурда Ольга Петрівна (07.12. 1901 — 10.12. 1986) — письменниця, заслужений лікар УРСР, член спілки письменників. Народилася у смт. Печеніги.
- Лубенець Борис Андрійович — народний умілець, різьбяр по дереву, заслужений майстер народної творчості УРСР. Народився й жив у селі Артемівка. Його твори виставлялися в багатьох країнах світу.
- Василенко П. П. (нар. 29.06. 1937) — поет, прозаїк, перекладач, публіцист, критик, історик-краєзнавець. Народився в селі Мартова.
- Даниленко Йосип Абрамович (15.11. 1903 р. — 5.01. 1980 р.) — вчений-зоотехнік, академік ВАСХНІЛ (з 1966 р.); з 1941 р. — директор науково-дослідного інституту тваринництва Лісостепу і Полісся УРСР (м. Харків). Народився в с. Новий Бурлук.

Під час Радянськонімецької війни 725 печенізців було нагороджено високими бойовими нагородами. Воїни Печенізького району, які були удостоєні звання Героя Радянського Союзу:
- Панченко Григорій Пилипович — генерал-майор, командир 62-ї гвардійської Звенигородсько- Будапештської, Червонознаменної, орденів Богдана Хмельницького і Олександра Суворова, стрілецької дивізії, народився в смт. Печеніги;
- Сухомлин Іван Михайлович — командир танкової роти, народився в с. Василенкове.
- Корнейко Василь Харитонович — командир кулеметного взводу, народився в с. Юрченкове;
- Білоконь Кузьма Филимонович — льотчик -штурмовик, народився в с. Юрченкове;
- Зінченко Никифор Миколайович — артилерист, народився на хуторі Чернецькому;
- Камишев Іван Павлович — кулеметник, народився в с. Артемівка;
- Козаков Олександр Федорович — сапер — розвідник, народився в смт. Печеніги;
- Партола Ганна Петрівна — народний депутат Верховної Ради УРСР 11-го скликання.

## Політика
25 травня 2014 року відбулися Президентські вибори України. У межах Печенізького району було створено 10 виборчих дільниць. Явка на виборах складала — 50,67% (проголосували 9 360 із 18 471 виборців). Найбільшу кількість голосів отримав Петро Порошенко — 41,96% (1 584 виборців); Михайло Добкін — 18,54% (700 виборців), Юлія Тимошенко — 7,87% (297 виборців), Олег Ляшко — 7,10% (268 виборців), Сергій Тігіпко — 6,38% (241 виборців). Решта кандидатів набрали меншу кількість голосів. Кількість недійсних або зіпсованих бюлетенів — 2,75%.